# یان لووسلاو بلا
یان لِووسلاو بِلا (اسلواکی: Ján Levoslav Bella; ۴ سپتامبر ۱۸۴۳ – ۲۵ مهٔ ۱۹۳۶) آهنگساز، رهبر (موسیقی) و مربی موسیقی اهل اسلواکی بود. وی یکی از بنیانگذاران موسیقی اسلواکی است.